# Rolex 12
Als Rolex 12 wurde auf den Philippinen eine Gruppe von Ferdinand Marcos engsten Vertrauten in seiner Regierung bezeichnet. Zu dem Namen kam es, da Marcos jedem dieser Vertrauten persönlich eine Rolex übergeben haben soll. Dies wurde zwar immer wieder dementiert, jedoch verwendet man immer wieder diese Bezeichnung, wenn man sich auf die Vertrauten Marcos bezieht.

## Mitglieder der „Rolex 12“
1. Tomas Diaz
2. Juan Ponce Enrile – damaliger Verteidigungsminister
3. Romeo Espino
4. Romeo Gatan
5. Alfredo Montoya
6. Ignacio Paz
7. Fidel Ramos
8. Jose Rancudo
9. Hilario Ruiz – Oberkommandierender der Philippine Navy (PN)
10. Rafael Zagala – Armeechef
11. Fabian Ver
12. Eduardo Cojuangco, Jr. – Unternehmenschef der San Miguel Corporation.[2]

## Filme
- 1997: Batas Militar, Dokumentarfilm der Foundation for Worldwide People Power (FWWP)